# Binnenstad (Tilburg)
Binnenstad is een stadsdeel van Tilburg. Het is het enige stadsdeel van Tilburg dat uit één enkele wijk bestaat. Hier bevindt zich het grootste gedeelte van de winkelstraten met onder andere de Emmapassage en uitgaansgelegenheden. Daarnaast heeft het ook een woon- en werkfunctie.
Binnenstad bevat verschillende podia (013, Paradox), parken (het Stadspark de Oude Dijk) en pleinen, alsmede bioscopen Pathé, Cinecitta, parkeergarages, Station Tilburg en de VVV.

## Geschiedenis
Al vanaf 1600 speelde Tilburg een belangrijke rol in de Hollandse wolhandel. Het verdiende hier veel geld aan en ontwikkelde zich in de loop der tijd tot een belangrijk knooppunt. Tilburg was een katholieke stad waardoor er in de binnenstad vele kerken waren en nog steeds zijn. Aan het eind van de 19e eeuw begon Tilburg door de zeer succesvolle textielindustrie uit te groeien tot het formaat die het vandaag heeft. In de binnenstad zijn nog vele statige huizen te vinden die door de fabriekseigenaren zijn neergezet.

## Kenmerkende gebouwen

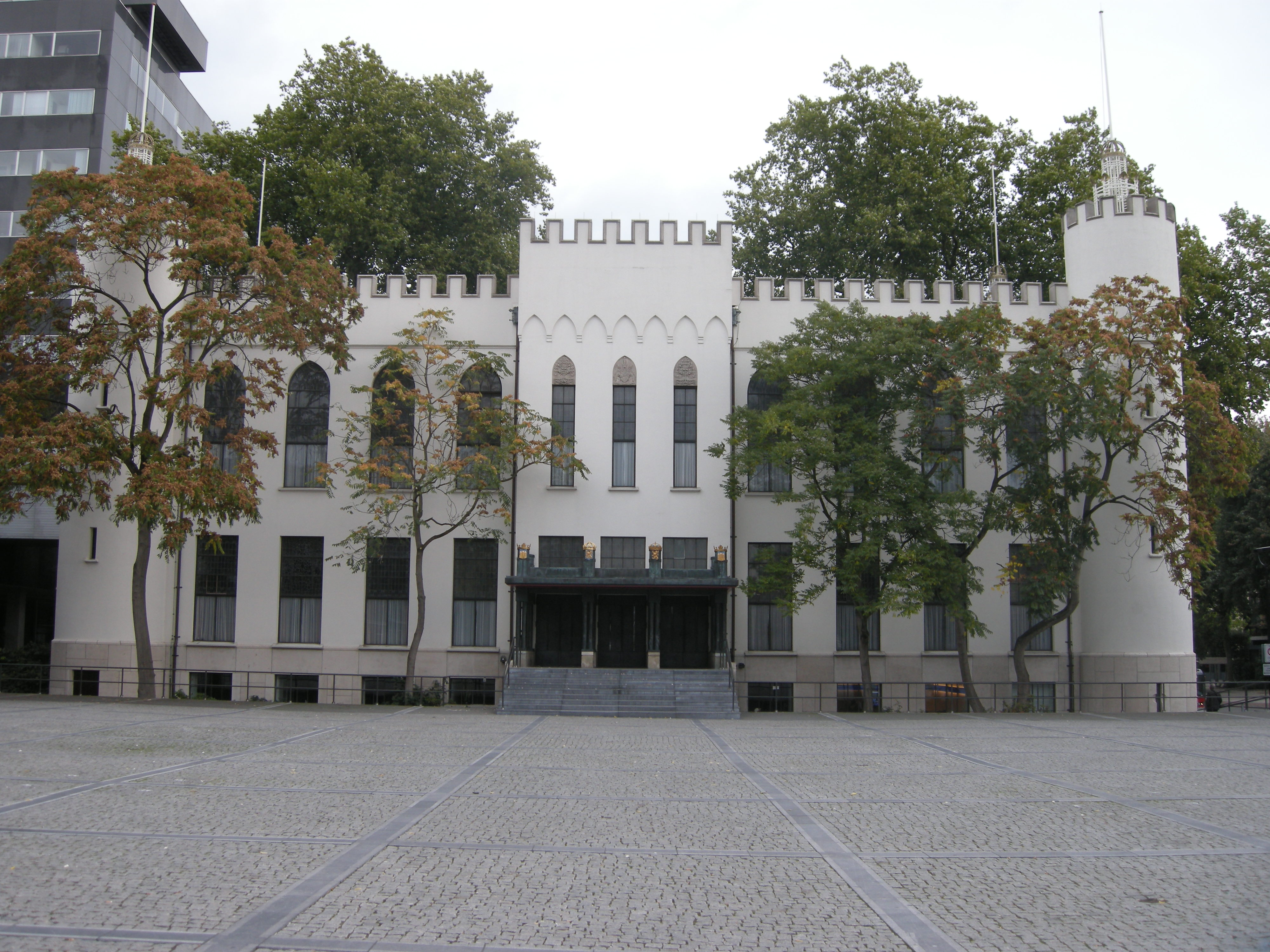
Paleis-Raadhuis

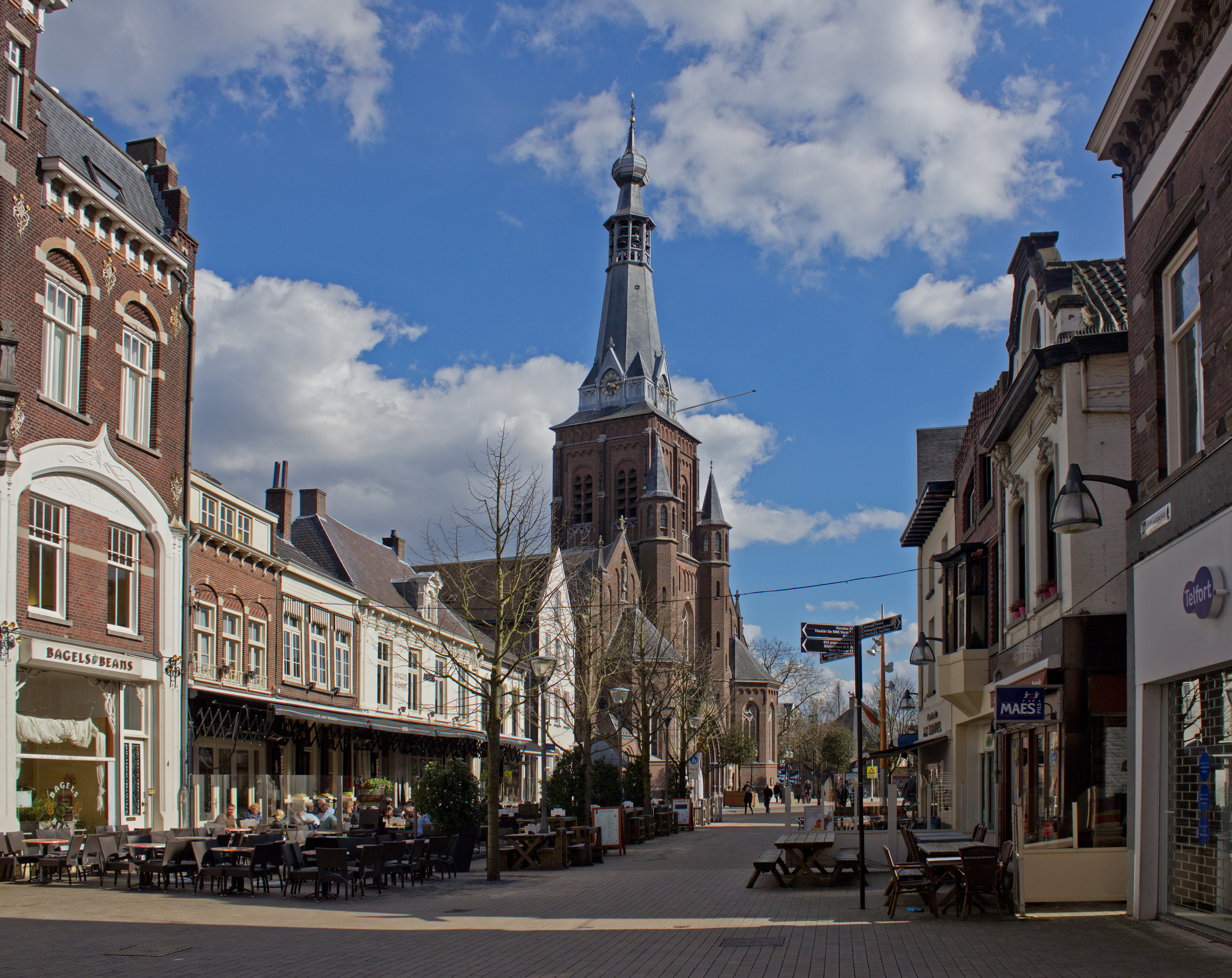
De Heikese kerk vanaf de Oude Markt

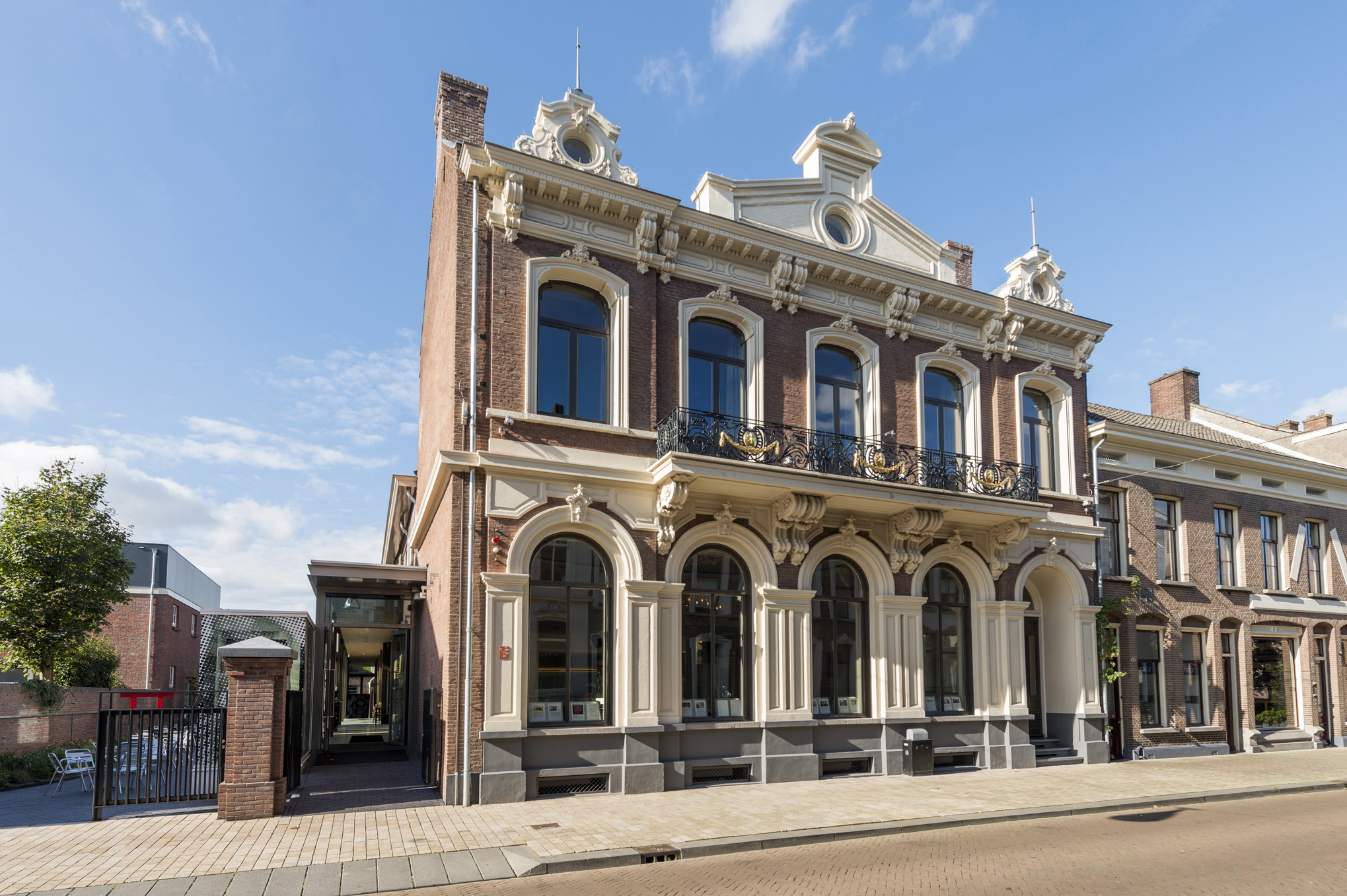
Bioscoop Cinecitta in het Dwaalgebied

- Het voormalig Koninklijk Paleis dat in opdracht van en voor koning Willem II gebouwd werd in 1849. Sindsdien is het twee keer verbouwd (in 1866 tot Rijks HBS en in 1936 tot raadhuis. De buitenkant van het paleis is in de Engelse neotudorstijl. Het interieur heeft kenmerken van art deco. Hierin is het stadsmuseum Tilburg gevestigd met Vincents tekenlokaal, waar de kunstschilder Vincent van Gogh vroeger tekenles kreeg.
- De Heuvelse kerk staat op het centrale Heuvelplein en is met 72 meter de hoogste kerk van de stad. Het is een van de grootste neogotische gebouwen in Nederland. In de kerk vindt een eeuwigdurende Eucharistische aanbidding plaats, waarbij er 24 uur per dag iemand aan het bidden is.
- De Heikese kerk is een van de oudste gebouwen van Tilburg. De bouw werd gestart omstreeks 1430 en werd gewijd aan de heilige Dionysius. In de loop der jaren zijn er meerdere elementen aan de kerk toegevoegd.
- Aan de rand van het centrum zijn ook kleinere religieuze gebouwen te vinden zoals de protestantse Pauluskerk en de Onze-Lieve-Vrouwe-ter-Noodkapel, dat ook dienst als oorlogsmonument.
- Tegenover de Heikese kerk vindt men de Schouwburg en imponerende bakstenen concertzaal die sinds 2017 een gemeentelijk monument zijn.
- Een deelgebied van de Tilburgse binnenstad staat bekend als het Dwaalgebied. Dit gebied is een verzameling van enkele straten (waarvan de grootste de Willem II-straat, Tuinstraat, Nieuwlandstraat, Stationsstraat, Noordstraat, Fabrieksstraat zijn) gevuld met statige herenhuizen uit de 19e en 20e eeuw. Het straatbeeld uit die tijd is goed intact gebleven. In het gebied is onder andere een synagoge te vinden, een bioscoop en een theater.

## Herinrichting
Mede vanwege de komst van de warenhuizen Hudson's Bay en Primark werd besloten om de gehele Tilburgse binnenstad te vernieuwen. In het kader hiervan is onder andere de nieuwe Frederikstraat aangelegd. Anno 2018 zijn of worden de belangrijkste straten in de binnenstad heringericht. Het grootse deel van de Tilburgse Cityring is vernieuwd, in de Spoorlaan, Heuvelring, Paleisring en de Schouwburgring zijn vrijliggende fietspaden en eenrichtingsverkeer voor auto's gekomen. Ook is er meer beplanting met bomen en struiken. Deze straten vormen samen met de Gasthuisring, de Veldhovenring en de Besterdring, die ten noorden van Station Tilburg liggen, een rondweg om de binnenstad. In 2012 is ook de zogenaamde 'Noordlaan' (Burgemeester Brokxlaan), gelegen ten noorden van het station, gerealiseerd. Hier is in de jaren tot circa 2020 de Spoorzone ontwikkeld, een nieuw multifunctioneel gebied gepland op de plek waar voorheen een groot spoorwegwerkplaatsencomplex was.

## Evenementen
- De binnenstad van Tilburg is jaarlijks het decor voor evenementen. De 10-daagse Tilburgse Kermis is hiervan veruit het grootste en meest bekende evenement. Vrijwel alle grote pleinen en straten in het centrum worden in juni of juli 10 dagen volgebouwd met meer dan 200 kermisattracties. Het is de grootste kermis van de Benelux.
- De route van de jaarlijkse internationale hardloopwedstrijd Tilburg Ten Miles loopt deels door de binnenstad.

## Pleinen
Binnenstad bevat een groot aantal pleinen:
- Heuvel
- Stadhuisplein
- Willemsplein
- het voormalig Willemsplein
- Koningsplein
- Piusplein
- Pieter Vreedeplein
- Besterdplein
- Louis Bouwmeesterplein
- Stadhuisstraat
- NS-plein
- Oude Markt

Noord-Brabant: Steden en dorpen      Nederland: Provincies · Gemeenten